# Giro di Sardegna 1997
Il Giro di Sardegna 1997, ventiseiesima edizione della corsa, valevole come Settimana Ciclistica Internazionale, si svolse dal 26 al 30 marzo 1997 su un percorso di 873,2 km, suddiviso su 5 tappe, con partenza da Cagliari e arrivo a La Maddalena, nell'omonima regione italiana. La vittoria fu appannaggio dell'italiano Roberto Petito, che completò il percorso in 22h03'30", alla media di 40,317 km/h, precedendo i connazionali Claudio Chiappucci e Alessandro Bertolini.
Sul traguardo de La Maddalena 53 ciclisti, su 115 partiti da Cagliari, portarono a termine la competizione.

## Tappe
| Tappa  | Data     | Percorso                 | km    | Vincitore di tappa   | Leader cl. generale  |
| ------ | -------- | ------------------------ | ----- | -------------------- | -------------------- |
| 1ª     | 26 marzo | Cagliari > Cagliari      | 181,7 | Nicola Minali        | Nicola Minali        |
| 2ª     | 27 marzo | Cagliari > Oristano      | 184   | Alessandro Bertolini | Alessandro Bertolini |
| 3ª     | 28 marzo | Oristano > Alghero       | 156,7 | Oleksandr Hončenkov  | Roberto Petito       |
| 4ª     | 29 marzo | Alghero > Olbia          | 210,2 | Ján Svorada          | Roberto Petito       |
| 5ª     | 30 marzo | Circuito di La Maddalena | 150,5 | Massimiliano Mori    | Roberto Petito       |
| Totale | Totale   | Totale                   | 873,2 |                      |                      |

## Squadre e corridori partecipanti
| N.    | Cod. | Squadra                     |
| ----- | ---- | --------------------------- |
| 1-8   | BAT  | Batik-Del Monte             |
| 11-18 | MAP  | Mapei-GB                    |
| 21-28 | ROS  | Roslotto-ZG Mobili          |
| 31-38 | MAG  | MG Maglificio-Technogym     |
| 41-48 | ASI  | Asics-CGA                   |
| 51-58 | SAE  | Saeco-AS Juvenes San Marino |
| 61-68 | MER  | Mercatone Uno               |
| 71-78 | REF  | Refin-Mobilvetta            |

| N.      | Cod. | Squadra                      |
| ------- | ---- | ---------------------------- |
| 81-88   | AKI  | Aki-Safi                     |
| 91-98   | SCR  | Scrigno-Gaerne               |
| 101-108 | AMO  | Amore & Vita-Forzarcore      |
| 111-118 | CTA  | Cantina Tollo-Carrier        |
| 121-128 | KRO  | Kross-Montanari-Selle Italia |
| 131-138 | KRK  | KRKA-Telekom                 |
| 141-148 | RMY  | Ros Mary                     |

## Dettagli delle tappe

### 1ª tappa
- 26 marzo: Cagliari > Cagliari – 181,7 km

Risultati
| Pos. | Corridore     | Squadra  | Tempo    |
| ---- | ------------- | -------- | -------- |
| 1    | Nicola Minali | Batik    | 4h18'36" |
| 2    | Endrio Leoni  | Aki-Safi | s.t.     |
| 3    | Maurizio Tomi | Ros Mary | s.t.     |

| Pos. | Corridore     | Squadra  | Tempo    |
| ---- | ------------- | -------- | -------- |
| 1    | Nicola Minali | Batik    | 4h18'36" |
| 2    | Endrio Leoni  | Aki-Safi | a 4"     |
| 3    | Maurizio Tomi | Ros Mary | a 6"     |

### 2ª tappa
- 27 marzo: Cagliari > Oristano – 184 km

Risultati
| Pos. | Corridore            | Squadra  | Tempo    |
| ---- | -------------------- | -------- | -------- |
| 1    | Alessandro Bertolini | MG Boys  | 4h36'20" |
| 2    | Ján Svorada          | Mapei    | s.t.     |
| 3    | Vjačeslav Džavanjan  | Roslotto | s.t.     |

| Pos. | Corridore            | Squadra     | Tempo    |
| ---- | -------------------- | ----------- | -------- |
| 1    | Alessandro Bertolini | MG Boys     | 8h54'56" |
| 2    | Armin Meier          | Batik       | a 3"     |
| 3    | Vjačeslav Džavanjan  | Roslotto-ZG | a 4"     |

### 3ª tappa
- 28 marzo: Oristano > Alghero – 156,7 km

Risultati
| Pos. | Corridore           | Squadra     | Tempo    |
| ---- | ------------------- | ----------- | -------- |
| 1    | Oleksandr Hončenkov | Roslotto-ZG | 3h55'43" |
| 2    | Claudio Chiappucci  | Asics-CGA   | s.t.     |
| 3    | Roberto Petito      | Saeco       | s.t.     |

| Pos. | Corridore          | Squadra   | Tempo     |
| ---- | ------------------ | --------- | --------- |
| 1    | Roberto Petito     | Saeco     | 12h50'33" |
| 2    | Claudio Chiappucci | Asics-CGA | a 7"      |
| 3    | Gabriele Missaglia | Mapei     | a 12"     |

### 4ª tappa
- 29 marzo: Alghero > Olbia – 210,2 km

Risultati
| Pos. | Corridore            | Squadra    | Tempo    |
| ---- | -------------------- | ---------- | -------- |
| 1    | Ján Svorada          | Mapei      | 5h26'03" |
| 2    | Sandro Giacomelli    | Amore & V. | s.t.     |
| 3    | Alessandro Bertolini | MG Boys    | s.t.     |

| Pos. | Corridore          | Squadra   | Tempo     |
| ---- | ------------------ | --------- | --------- |
| 1    | Roberto Petito     | Saeco     | 18h16'30" |
| 2    | Ján Svorada        | Mapei     | a 9"      |
| 3    | Claudio Chiappucci | Asics-CGA | a 11"     |

### 5ª tappa
- 30 marzo: Circuito di La Maddalena – 150,5 km

Risultati
| Pos. | Corridore          | Squadra   | Tempo    |
| ---- | ------------------ | --------- | -------- |
| 1    | Massimiliano Mori  | Saeco     | 3h47'03" |
| 2    | Claudio Chiappucci | Asics-CGA | s.t.     |
| 3    | Luca Mazzanti      | Refin     | s.t.     |

| Pos. | Corridore            | Squadra   | Tempo     |
| ---- | -------------------- | --------- | --------- |
| 1    | Roberto Petito       | Saeco     | 22h08'06" |
| 2    | Claudio Chiappucci   | Asics-CGA | a 8"      |
| 3    | Alessandro Bertolini | MG Boys   | a 14"     |

## Classifiche finali

### Classifica generale - Maglia azzurra
| Pos. | Corridore            | Squadra       | Tempo     |
| ---- | -------------------- | ------------- | --------- |
| 1    | Roberto Petito       | Saeco         | 22h08'06" |
| 2    | Claudio Chiappucci   | Asics-CGA     | a 8"      |
| 3    | Alessandro Bertolini | MG-Technogym  | a 14"     |
| 4    | Gabriele Missaglia   | Mapei         | a 16"     |
| 5    | Massimiliano Mori    | Saeco         | a 20"     |
| 6    | Vjačeslav Džavanjan  | Roslotto-ZG   | a 22"     |
| 7    | Armin Meier          | Batik         | a 23"     |
| 8    | Luca Mazzanti        | Refin         | a 26"     |
| 9    | Germano Pierdomenico | Cantina Tollo | a 26"     |
| 10   | Nikolaj Bo Larsen    | Amore & Vita  | a 26"     |

### Classifica a punti - Maglia bianca
| Pos. | Corridore            | Squadra      | Punti |
| ---- | -------------------- | ------------ | ----- |
| 1    | Ján Svorada          | Mapei        | 75    |
| 2    | Massimiliano Mori    | Saeco        | 65    |
| 3    | Alessandro Bertolini | MG-Technogym | 62    |
| 4    | Sandro Giacomelli    | Amore & Vita | 55    |
| 5    | Vjačeslav Džavanjan  | Roslotto-ZG  | 52    |

### Classifica scalatori - Maglia rossa
| Pos. | Corridore            | Squadra       | Punti |
| ---- | -------------------- | ------------- | ----- |
| 1    | Roberto Petito       | Saeco         | 17    |
| 2    | Gabriele Missaglia   | Mapei         | 12    |
| 3    | Armin Meier          | Batik         | 11    |
| 4    | Vjačeslav Džavanjan  | Roslotto-ZG   | 6     |
| 5    | Germano Pierdomenico | Cantina Tollo | 6     |

### Classifica giovani - Maglia gialla
| Pos. | Corridore         | Squadra | Tempo     |
| ---- | ----------------- | ------- | --------- |
| 1    | Massimiliano Mori | Saeco   | 22h08'26" |